# حسینیه دلیگان
حسینیه دلیگان مربوط به اواخر دوره قاجار است و در شهرستان برخوار، بخش برخوار، شهر خورزق، محله دلیگان، بلوار ولی عصر، کوچه مسجد جامع، کوچه حسینیه واقع شده و این اثر در تاریخ ۲۲ آبان ۱۳۸۶ با شمارهٔ ثبت ۱۹۸۵۲ به‌عنوان یکی از آثار ملی ایران به ثبت رسیده‌است.
در این حسینیه به مناسبت ایام شهادت اباعبدالله مراسم تعزیه برگزار می‌گردد حسینیه در دو طبقه می‌باشد. حسینیه به شکل مربع بوده و در هر ضلع آن پنج حجره وجود دارد حجره‌های پایین مربوط به مردان و حجره‌های بالا مربوط به زن‌ها می‌باشد هر حجره مرتبط با یکی از خاندان‌های ساکن در این ده بوده‌است و افرادی در این حجره‌ها در روز مراسم تعزیه از مردم و بستگان خود پذیرایی می‌نمایند اصولاً زنان آن خاندان حجره بالا و روبرویی را در اختیار دارند. ورودی زنان از درب کوچه کناری می‌باشد و ورودی مردان از درب اصلی تکیه می‌باشد. سقف تکیه باز بوده و در روزهایی خاص مانند تاسوعا و عاشورای حسینی و اربعین که مراسم تعزیه هم در صبح تا قبل از ظهر و هم از بعد از ظهر تا سر شب هست از چادری قدیمی که منقش به تصاویری از جمله شیر و خورشید و شمشیر است پوشیده می‌شد که بخاطر وجود چند مجلس تعزیه در یک روز از عزادارن در مقابل نور خورشید یا غیره در طول روز محافظت شود. که بر روی سه تیر قدیمی که از درختان کهنسال بود نمونه ای از یک خیمه قدیمی و زیبا و عمود و بلند را به وجو می آورد. در گذشته سه عدد تیرک که از چوب درختان تنومندی (ظاهرا چنار) بود در مرکز چادر و وسط حسینیه برای برپایی چادر استفاده می‌شد. که تقریباً از اوایل ده ۹۰شمسی این سه تیر و چادر قدیمی کنار گذاشته شد و متأسفانه سقف این بنای تاریخی را با قوطی فلزی آهن کشی کرده و از چادرهای و پوشش پلاستیکی امروزی برای سقف آن استفاده می‌شود.
در کنار حسینیه مکینه و حمام عمومی بود که در ساله‌ای اخیر تخریب گردید و به جای آن فضای سبز و پارکینگ خودروها برای منظم تر کردن مراسمات ایجاد شده‌است. همچنین در کنار حسینه تعدادی خانه‌های قدیمی اما با ظاهری نامناسب وجود دارد که گاهی متروکه شده‌است که قسمتی از آنها جهت پارکینگ و فضای سبز یا به فضای جدید حسینیه اضافه و جهت سرویس بهداشتی منظور گردیده‌است.
در روبروی حسینیه مسجد جامع تاریخی این محل قرار دارد که حتی قدمت این مسجد از حسینیه هم بیشتر برآورد می‌شود که دارای شبستان‌های خشتی بود که متأسفانه بافت تاریخی که نمایانگر قدیمی بودن آن بود در اثر تصمیمات غلط مسولان محلی مسجد در حدود دهه ۸۰ شمسی جهت بازسازی تخریب و و رها شد و به غیر از بافت امروزی چیزی دیگری در دست رس نیست.
در کنار مسجد جامعه هم امامزاده میر ابن احمد ابن زید ابن حسن ابن ابیطالب (نوه اما حسن مجتبی) وجود دارد که این محل از مسجد و حسینیه هم قدیمی تر به نظر می‌رسد.
از تعزیه خوان ه‌های معرف این حسینیه حاج سید رسول میرعلایی (شبیه اباعبدالله) حاج اسماعیل معینی (شمر) و حسن نرگس خانی (ابوالفضل العباس و حر) می‌باشند. پدر حاج اسماعیل معینی از اساتید تعزیه و نقش آفرین بی بدیل شمر بوده که همراه سید رسول میرعلایی در کنار امامزاده ده مدفون هستند
هر ساله جمعیت بی‌شماری در روز تاسوعا و عاشورا برای تماشای مراسم تعزیه به حسینیه می‌آیند و ظهر عاشورا توسط هیت امنا یا خیرین نیز پذیرایی می‌شوند.
و یکی از قطب‌های تعزیه در ایران هست که بخاطر فضای قدیمی و قدمت کهن در حوزه هنر جهانی تعزیه برای ضبط و پخش از شبکه‌های تلوزیونی این مکان جزء اولین انتخاب‌های مستند سازان و برنامه سازان در حوزه نمایش جهانی تعزیه قلمداد می‌شود.